# Klaus Servene

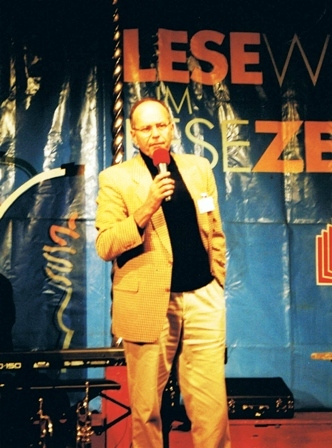
Klaus Servene im Lesezelt auf der Frankfurter Buchmesse 2002

Klaus Servene (* 26. Februar 1949 in Marburg) ist ein deutscher Herausgeber und Autor, der in Hamburg lebt.

## Leben
Klaus Servene machte 1967 am Staatlichen Neusprachlichen Gymnasium in Hermeskeil Abitur. Er studierte Germanistik und andere philologische Fächer an der Johannes Gutenberg-Universität Mainz und an der Philipps-Universität Marburg und schloss eine betriebswirtschaftliche Ausbildung ab. Nach verschiedenen Tätigkeiten in Hamburg, Westerland und Stendal begann er 1995 literarisch zu schreiben und publizierte 1999 seinen Debütroman Hitzkopf.
1997 bis 2017 lebte er in Mannheim.

Der Autor veröffentlichte mehrere Romane, Erzählungen, Kurzgeschichten und lyrische Texte in verschiedenen Anthologien (letztere auch in je zwei eigenständigen Lyrik- und Kurz-Prosa-Büchern).

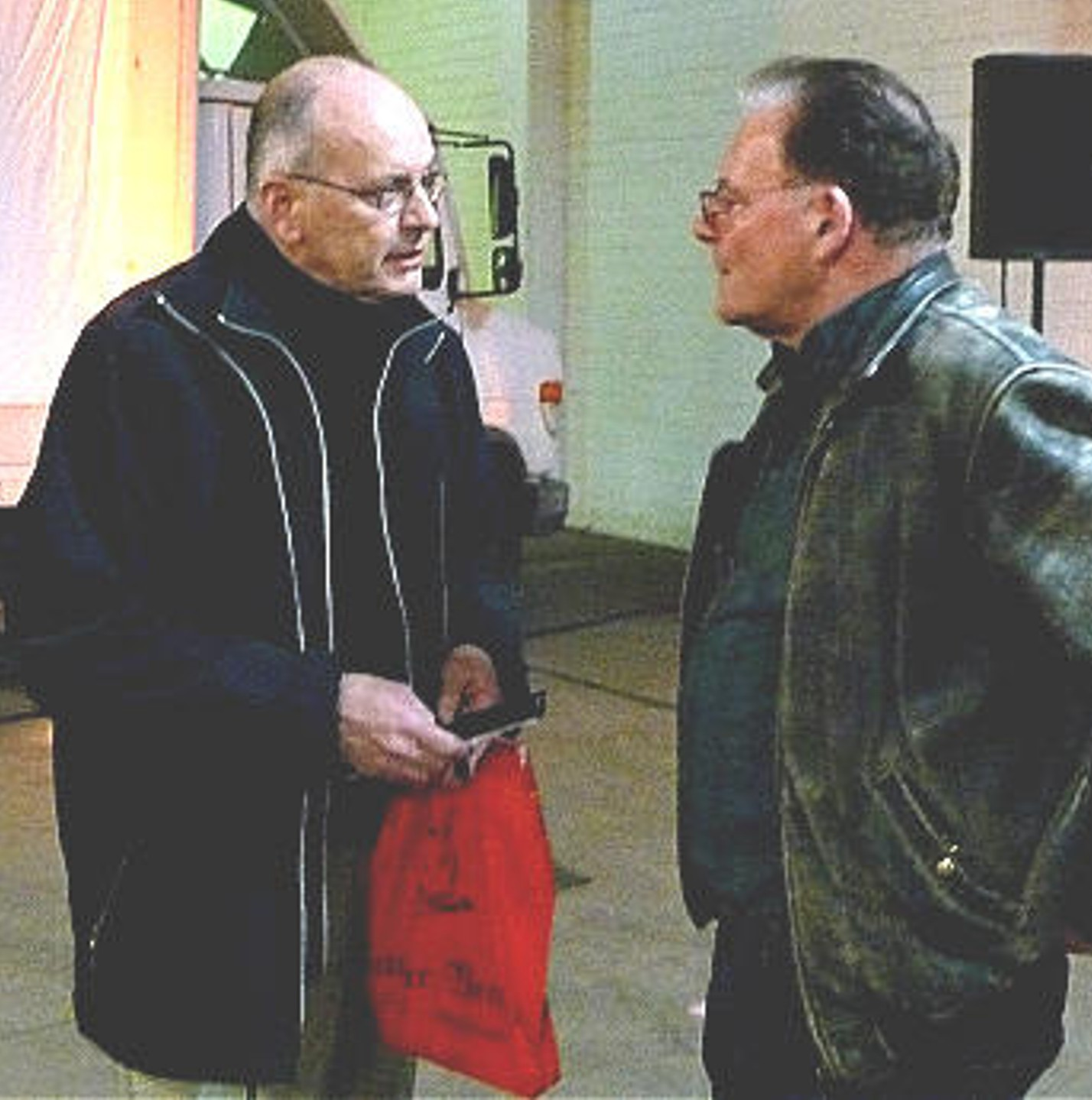
Klaus Servene & Carl Weissner

2013 erschien sein Kurzer Roman vom Fell in der von Vladimir Zarev und Vladimir Minkov in Sofia herausgegebenen literarischen Zeitschrift Sawremennik (Zeitgenosse). Die Übersetzung durch Emilia Draganova wurde finanziert vom Förderkreis Deutscher Schriftsteller in Baden-Württemberg e. V. mit Mitteln aus dem Ministerium für Wissenschaft, Forschung und Kunst Baden-Württemberg. Die Herausgeber stellen fest, „dass Fell eine eindrückliche Innenansicht in unbekannte Dimensionen deutschen Lebens, deutscher Provinz, deutscher Mentalität gibt, in einer herausragenden und originalen literarischen Sprache, voller ausdrucksstarker Szenen und Bilder.“
Nachdem Servene im Jahr 2000 den Andiamo Verlag initiiert hatte, betätigte er sich ab 2001 auch als Herausgeber, als Initiator und Mitorganisator verschiedener Literaturwettbewerbe, als Juror und als Moderator literarischer Veranstaltungen. Erstveröffentlichungen als Herausgeber z. B.: Ein Licht über dem Kopf von Dimitré Dinev (2001), Der Termin von Sunil Mann (2001), Zigi übers Meer von Zsuzsa Bánk (2008; ein Auszug aus ihrem noch unveröffentlichten Roman Die hellen Tage) und Der Rucksack von Massum Faryar (2008).
Mehrere Jahre unterstützte er die Arbeit der Wiener Edition Exil, einiger Literaturgruppen und Kulturinitiativen, z. B. (2001 bis 2016) die Lesereihe Europa Morgen Land der Städte Ludwigshafen und Mannheim, sowie den Verein KulturQuer-QuerKultur.

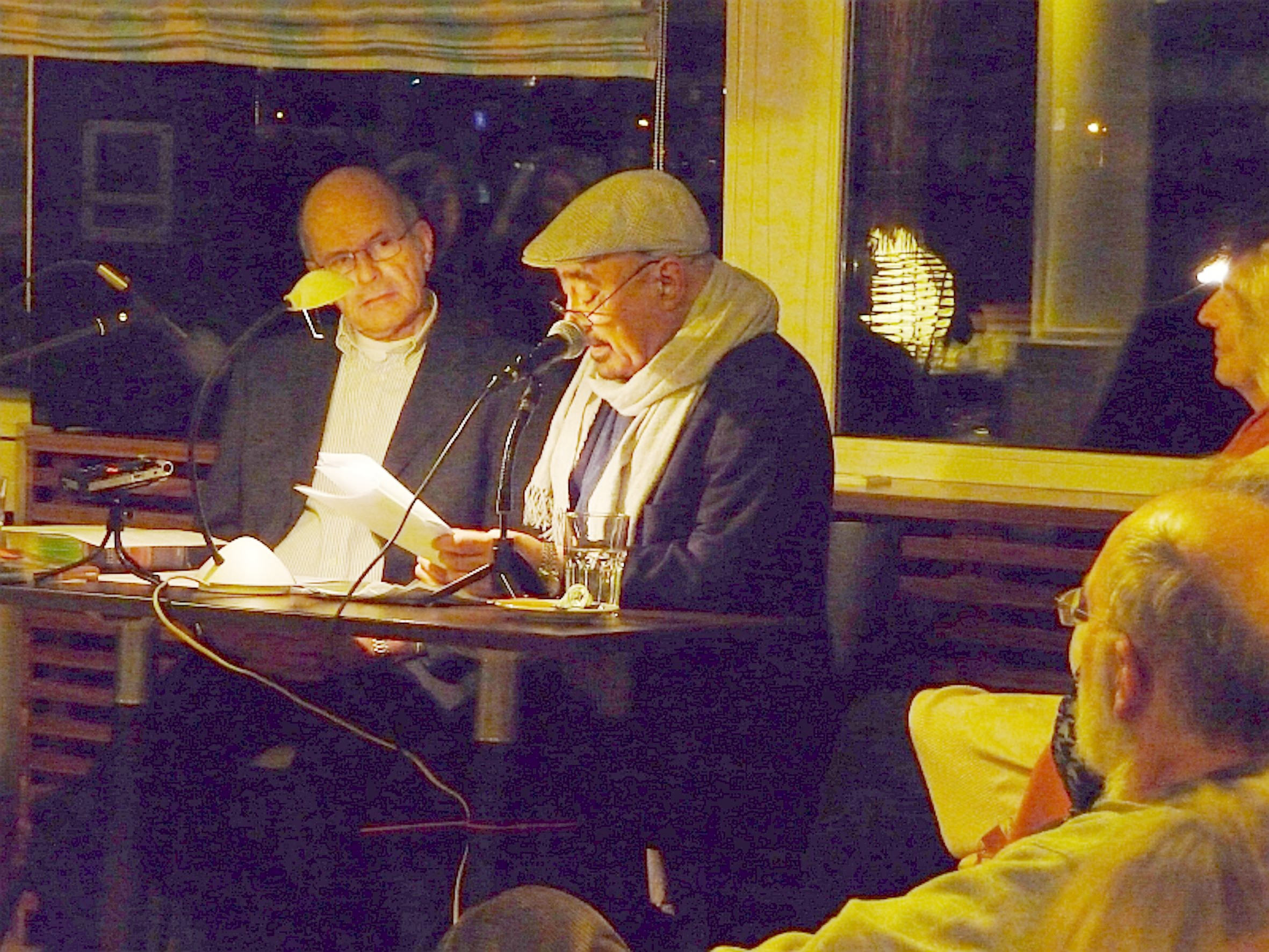
Klaus Servene & Massum Faryar

2008 gab er mit der Stadt Mannheim, Sudabeh Mohafez und Dimitré Dinev die Anthologie Grenzen. Überschreiten heraus, das Buch zum Internationalen Kurzgeschichtenwettbewerb 2007 der Stadt Mannheim (Texte von Marica Bodrožić, Irena Brežná, Yadé Kara u. v. a.).
2011, 2012 (mit Thomas Frahm) und 2013 gab er das europabrevier grenzenlos heraus. Thema: Migration und Europa. Ab 2013 widmete sich Klaus Servene auch dem Aufbau einer Werkauswahl des Bonner Schriftstellers Jan Turovski. Im gleichen Jahr wurde die „Edition Andiamo im Mannheimer Wellhöfer Verlag“ mit der Herausgabe und dem Lektorat des Romans Ja von Nikolaj Tabakov begründet. Erstmals erschien ein Werk des bulgarischen Autors in Deutsch, übersetzt von der Schriftstellerin Rumjana Zacharieva.
2015 entwickelte sich eine Zusammenarbeit mit dem Schauspieler und Regisseur Limeik Topchi für die Theaterbühne. Im gleichen Jahr versammelte der Autor seine z. T. unveröffentlichten, vor allem aber recht verstreut publizierten eigenen „relevantesten Texte“ in einer vierbändigen „Schreibbilanz“ („Werkauswahl“, siehe unten).
Ab 2022 engagiert sich auch Klaus Servene gegen die Invasion der Ukraine durch Truppen der Russischen Föderation, beispielsweise durch seine Teilnahme an der großangelegten Dokumentation Stimmen gegen den Krieg, initiiert von der IG Autorinnen Autoren Österreich.
Im Oktober 2024 erschien im Rahmen einer langjährigen, innovativen literaturwissenschaftlichen Analyse über die Wirksamkeit von Literatur in der Gesellschaft eine breit und tief fundierte Habilitationsschrift von Privatdozentin Dr. Wiebke Sievers (Europa-Universität Viadrina). Am Beispiel von Vladimir Vertlib, Dimitré Dinev, Julya Rabinowich und Anna Kim wird gezeigt wie Literatur als Medium der Ausgrenzung und zugleich des Widerstands dagegen gesellschaftliche Entwicklungen beeinflussen kann. Auch auf die Rolle des Andiamo Verlags bei der Unterstützung Dimitré Dinevs wird hierin eingegangen.

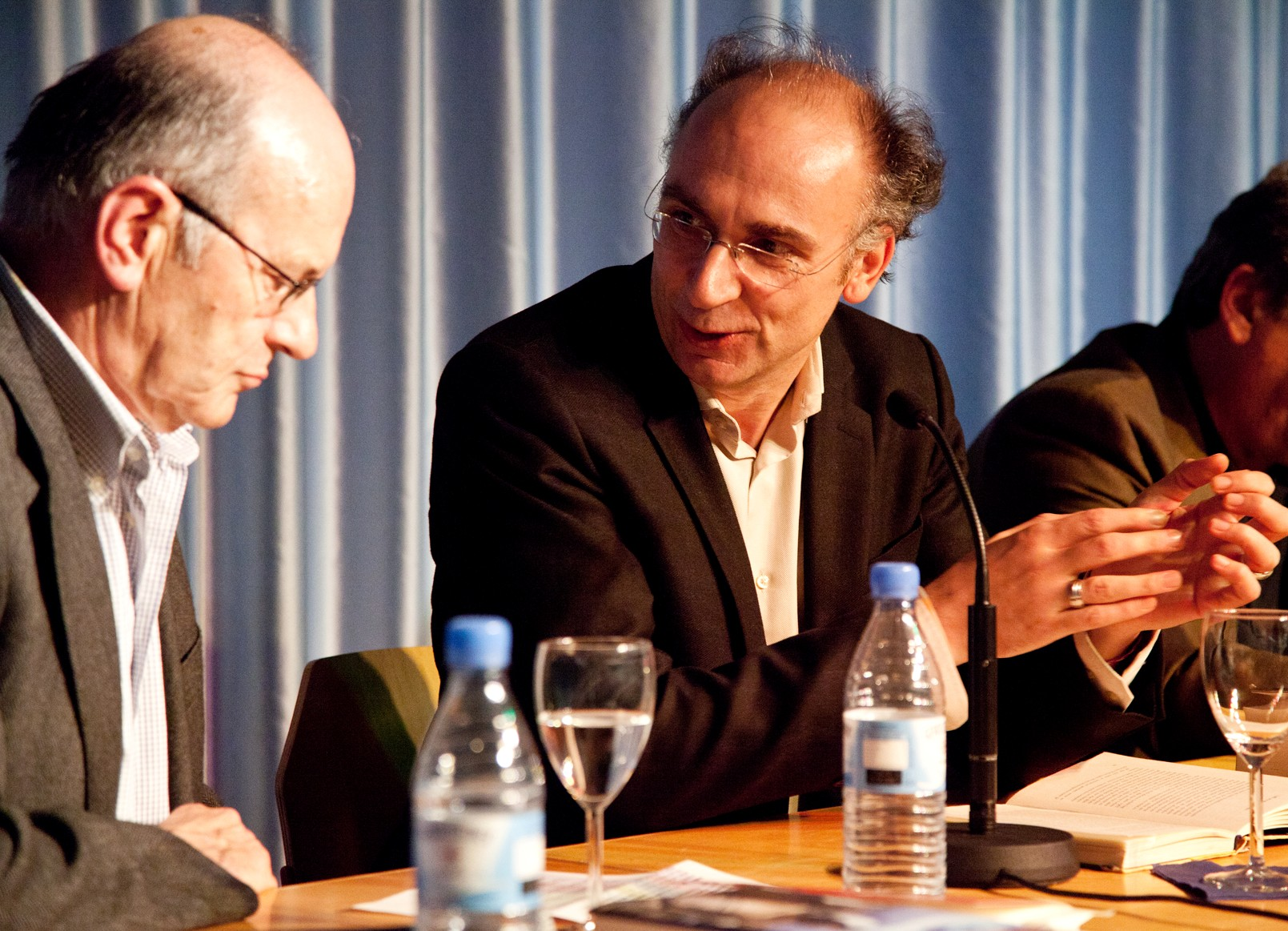
Klaus Servene & Dimitré Dinev

## Werke
Bücher – Auswahl
- Heilungen (Erzählung), Bad Schönborn 1998.
- Hitzkopf (Roman), Mannheim 1999, 8. Auflage in einer Werkauswahl Band 4, Mannheim 2015, ISBN 978-3-936625-72-1.
- Manchmal träum' ich von Marrakesch (Biografischer Roman – mit dem Schweigemönch Canis Dei), Mannheim 2000, ISBN 3-8311-0790-4.
- Deutschland-Tango (Lyrik und Kurztexte), Mannheim 2001, ISBN 3-8311-2177-X.
- Zugereist (Ausgewählte Prosa 1995–2007), Mannheim 2007, ISBN 978-3-936625-10-3.
- Mannheim, Germany (Stories), Acht 2010, ISBN 978-3-9812372-4-5.
- Fell & Seife (Zwei Romane), 5. Auflage in einer Werkauswahl Band 3, Mannheim 2015, ISBN 978-3-936625-74-5.
- Aus der Enge – Gedichte & Textamente (Lyrik, kurze Prosa & Essays), Buxtehude 2013, 3. Aufl. 2014 ISBN 978-3-944643-38-0.
- Wilder Honig – Lyrik, Essays, Szenen; Werkauswahl Band 1, Mannheim 2015, ISBN 978-3-936625-73-8.
- Und über uns – die Brücke der Erwartung; Erzählungen; Werkauswahl Band 2, Mannheim 2015, ISBN 978-3-936625-70-7.

Theater – Auswahl
- Totensonntag, Bühnenstück, 2000; überarbeitet 2015
- Das tragische Ende des August von Kotzebue, szenische Arbeit im Rahmen des Literatursommers Baden-Württemberg, UA Mannheim 2002, Hauptfriedhof Mannheim-Wohlgelegen, Regie: Sascha Koal
- Die Krise ist machbar!, Groteske, 2010
- Mühlbach verreist, Einpersonenstück, 2014
- Flirt mit dem Tod, Bühnenstück, UA Capitol (Mannheim) 2016, Regie: Limeik Topchi, Übertragung ins Bulgarische 2016 durch Emilia Draganova. Klaus Servene & Limeik Topchi

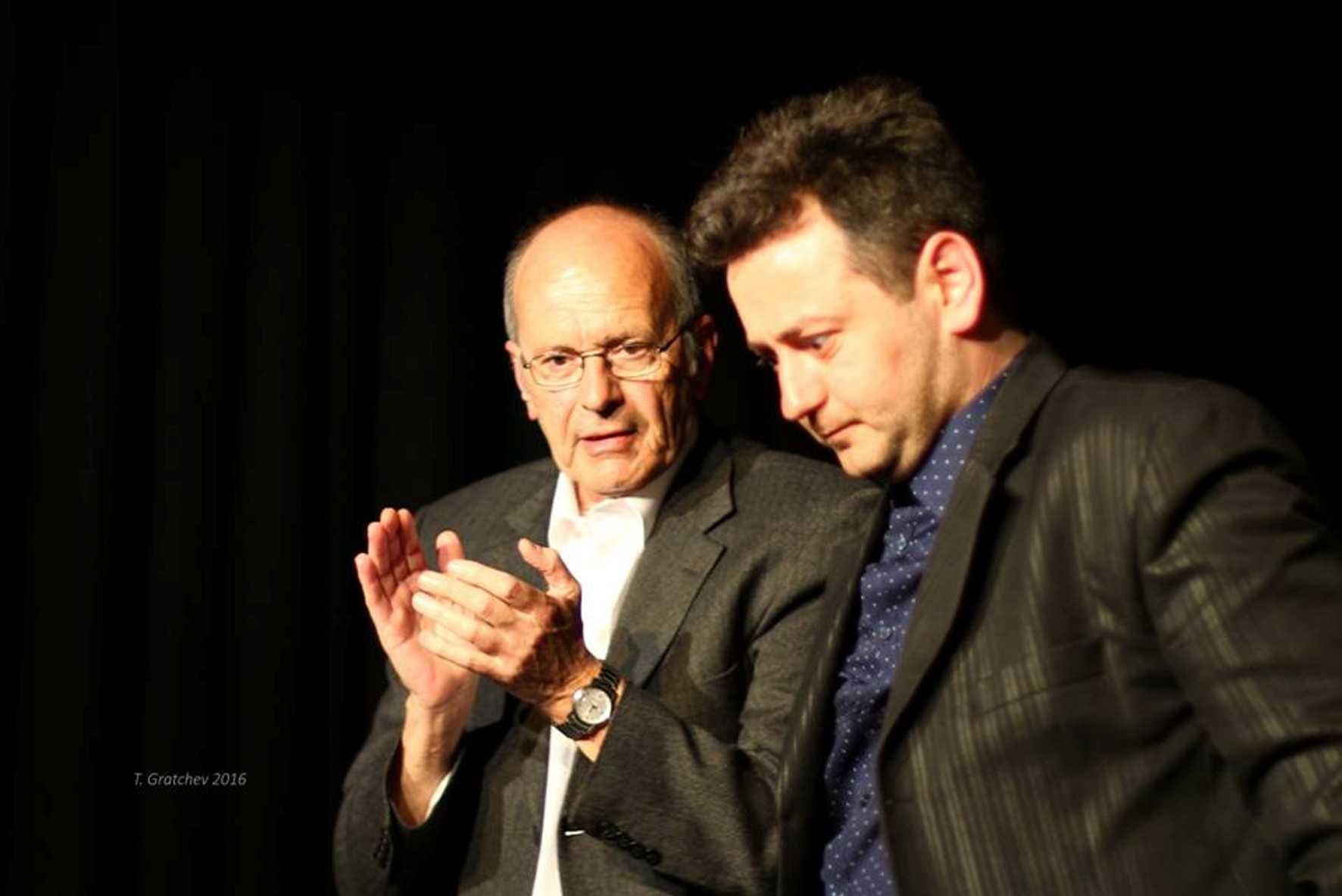
Klaus Servene & Limeik Topchi

- Nathan der Weise, Überarbeitung von Gotthold Ephraim Lessings Stück für das Internationale Ensemble Unser Theater, Regie: Limeik Topchi, 2016, u. a. im März 2017 aufgeführt im Rahmen der UN-Wochen gegen Rassismus (Koordination Stadt Heidelberg) in der Mannheimer Abendakademie und im Lincoln-Theater Worms.[15][16]

Beiträge – Auswahl
- Mannheim, Germany (Kurzgeschichte, in: Mannheim – was sonst? Anthologie des Literarischen Zentrums Rhein-Neckar e. V. Die Räuber '77; Gelnhausen 2001), ISBN 3-89774-186-5
- Experten-Ball u. a. (satirische Lyrik und Kurztexte, in: Maskenball-Anthologie, J.Neuling-Verlag, Bruchköbel 2002), ISBN 3-936526-02-8
- Schandflecken (Erzählung, in: Nehmt mich beim Wort, C.Bertelsmann-Verlag, München 2003), ISBN 3-570-00808-8
- Der Esel von Arbanassy (Kurzgeschichte, in: Geschichten vom Fliegen II, Münster 2007), ISBN 978-3-938568-71-2
- Ein Haus in Bulgarien, (Erzählung, in: Wilde Vögel fliegen, Achter-Verlag, Acht 2009), ISBN 978-3-9812372-2-1
- Als mein Herzschrittmacher streikte, (Lyrik, in: Der literarische Zaunkönig, Wien 3/2009, sowie in Ö1/ORF „Nachtbilder“ 28. November 2009, gelesen von Michael Dangl)
- Was ich weiß, (Erzählung, in: Lebenslinien, Stockstädter Literaturwettbewerb 2009–2010. Die Siegerbeiträge, Stockstadt 2010)
- Unter Asche, (Exzerpt aus der Erzählung, in: Im Verborgenen, Mannheimer Heinrich-Vetter Literaturpreis 2010 – Texte der Preisträger(innen) sowie der Nominierten, Literarisches Zentrum Rhein-Neckar e. V. Die Räuber 77, Mannheim 2010)
- Plötzlich eine überbordende Freundschaft, (Essay, u. a. in: grenzenlos – Siehe unten, Mannheim 2011)
- Graphitspuren, (Essay, in: Poetische Theorie, Reflexionen – Essays – Miszellaneen, edition rote zahlen 11, Buxtehude 2013)
- Ein kurzer Roman vom Fell ins Bulgarische übersetzt von Emilia Draganova, (Roman, in: Sawremennik 3, Media Holding, Sofia 2013), ISBN 978-3-936625-13-4, bulgarische ISBN Sawremennik 3: 0204-6962[17]
- Ich spreche, (Gedicht, in: Bunt braucht keine Farbe, Wellhöfer Verlag, Mannheim 2015), ISBN 978-3-95428-176-3

Herausgaben – Auswahl
- Hallo Taxi (Kurzgeschichten), Norderstedt 2001, ISBN 3-8311-2605-4
- Taxi-Hörbuch mit Musik (Kompakt-CD; mit Peter Tröster), Mannheim 2005, ISBN 3-936625-07-7
- grenzen.überschreiten. ein europa-lesebuch (Kurzgeschichten; mit der Stadt Mannheim, Sudabeh Mohafez und Dimitré Dinev), Mannheim 2008, ISBN 978-3-936625-11-0
- grenzenlos. ein literarisch engagiertes europabrevier (Beiträge u. a. von: Vladimir Zarev, Massum Faryar, Meinrad Braun, Marica Bodrožić, Thomas Frahm, Dimitré Dinev, Sunil Mann, Jochen Hörisch, Sabine Trinkaus, Siegfried Einstein, Evelina Jecker-Lambreva, Peter-Paul Zahl, Jürgen Nielsen-Sikora), Mannheim 2011, Neuauflage Mannheim 2013, ISBN 978-3-936625-18-9
- europabrevier grenzenlos 2 – eine literarische Bulgarienreise, ein Puzzle & andere Wegbeschreibungen aus der Enge (Anthologie; mit Thomas Frahm; Beiträge von: Georgi Markow, Christo Botev, Stojan Mihajlovski, Konstantin Pavlov, Angel Wagenstein, Vladimir Zarev, Kalin Terzijski, Galina Zlatareva, Ivan Kulekov, Mirela Ivanova, Kristin Dimitrova, Dimo Alexiev, Paraskeva Nikoltscheva-Mau, Jürgen Nielsen-Sikora zu Christian Linder, Manfred Loimeier, Meinrad Braun), Mannheim 2012 ISBN 978-3-936625-19-6
- Rumjana Zacharieva: Am Grund der Zeit. Gedichte. Neuauflage, Mannheim 2013 ISBN 978-3-936625-20-2
- europabrevier grenzenlos 3 – JA. Roman von Nikolaj Tabakov. Aus dem Bulgarischen von Rumjana Zacharieva. Edition andiamo im Wellhöfer Verlag, Mannheim 2013 ISBN 978-3-95428-126-8
- Meinrad Braun: Die Insel hinter dem Meer. (Erzählung), Edition andiamo im Wellhöfer Verlag, Mannheim 2013, ISBN 978-3-95428-133-6
- Farhad Ahmadkhan: Geheimgesellschaft deiner Seele. Gedichte., Mannheim 2014, ISBN 978-3-936625-58-5
- Elias Jammal: Mundbühnen. Bilder – Essays – Szenen., Mannheim 2014, ISBN 978-3-936625-56-1
- Thomas Frahm: An Frauen. Gedichte (1995–2014). Mannheim 2014, ISBN 978-3-936625-60-8
- Der erdachte Krieg. Roman von Nikolaj Tabakov. Aus dem Bulgarischen von Rumjana Zacharieva, Edition andiamo im Wellhöfer Verlag, Mannheim 2015, ISBN 978-3-95428-162-6
- Frank Wallenta: Zustände und Abgründe. Gedichte., Mannheim 2015, ISBN 978-3-936625-71-4

Lektorat und Herausgabe einer Werkauswahl des Bonner Autors Jan Turovski:
- Der Rücken des Vaters, (Roman), Neuauflage, Mannheim: Andiamo Verlag, 2013 ISBN 978-3-936625-76-9[18]
- Sophie fatale ..., (Roman), Mannheim: Andiamo Verlag, 2014 ISBN 978-3-936625-75-2[19][20]
- Das sprichwörtliche Leben, (Roman), Mannheim: Andiamo Verlag, 2014 ISBN 978-3-936625-77-6[21][22]
- Der lange Arm, (Roman), Mannheim: Andiamo Verlag, 2015 ISBN 978-3-936625-64-6[23][24]
- Almuts Affären, (Roman), Mannheim: Andiamo Verlag, 2015 ISBN 978-3-936625-78-3[25][26]
- Millingers Bart, (Roman), Mannheim: Andiamo Verlag, 2016 ISBN 978-3-936625-79-0[27][28]
- Polnische Dörfer, (Roman), Mannheim: Andiamo Verlag, 2016 ISBN 978-3-936625-80-6[29][30]
- Der Fall Odile Féret, (Roman), Mannheim: Andiamo Verlag, 2017 ISBN 978-3-936625-85-1[31][32]
- Kopanski kehrt zurück (Roman), Hamburg: edition andiamo, 2018 ISBN 978-3-7460-8074-1[33]
- Die Sonntage des Herrn Kopanski, (Roman), Neuauflage, Hamburg: edition andiamo, 2018 ISBN 978-3-7460-4307-4 (Erstausgabe: Zürich, Benziger, 1988)[34]
- Madame Bourgin (Roman), Hamburg: edition andiamo, 2018 ISBN 978-3-7481-1246-4[35][36]

## Auszeichnungen
- 2000: In der engeren Wahl für den NDL-Preis für neue deutschsprachige Romane
- 2000: Literaturförderung der Stadt Mannheim (Kulturamt)
- 2003: Ausgewählt für die Anthologie „Nehmt mich beim Wort“; Wettbewerb der deutschen Bundesregierung („Schandflecken“)[37]
- 2007: Literaturförderung der Stadt Mannheim (Kulturamt) – „Zugereist“
- 2008: 3. Preis Germanwings Story Award „Geschichten vom Fliegen“ („Der Esel von Arbanassy“)
- 2009: 2. Preis Achter Autorenwettbewerb zum Thema Freiheit („Ein Haus in Bulgarien“)
- 2009: 1. Preis Erika-Mitterer-Lyrikwettbewerb; Motto: „Wer denkt vermutet, wer empfindet weiß“[38]
- 2009 - 2017: Leseförderung durch den Förderkreis Deutscher Schriftsteller in Baden-Württemberg e. V.
- 2010: 2. Preis Literaturwettbewerb der Gemeinde Stockstadt am Rhein („Was ich weiß“)
- 2010: Zwei Lyrikpreise der Stadt Hildesheim – Jury- und Publikumspreis[39]
- 2010: Literaturförderung der Stadt Mannheim (Kulturamt) – „Mannheim, Germany. Stories.“
- 2011: Selma-Meerbaum-Eisinger-Literaturpreis (Publikumspreis)[40]
- 2013: Der Förderkreis Deutscher Schriftsteller in Baden-Württemberg e. V. fördert die Übertragung des Romans Fell ins Bulgarische.
- 2020: Bestenliste Hildesheimer Literaturwettbewerb: In den Wind geschrieben (Publikumswertung).[41]
- 2025: Finalist im Schreibwettbewerb des Mannheimer Morgen, Thema Macht und Mensch; Juryauswahl.